# Stomp
Stomp é um grupo que utiliza vários instrumentos, não somente a percussão, originário de Brighton, no Reino Unido.   Eles utilizam o corpo e objetos comuns (lata de cerveja, caixa de leite, etc) para criar uma performance. Que tem como co-criadores Steve McNicholas and Luke Cresswell.

## Histórico
O Stomp detém em suas performances riquezas de detalhes, que incluem, expressão corporal, uso de objetos do dia a dia para produzir sonoridades, além da roteirização de suas apresentações. O grupo mistura teatro, ritmos em essência, música e criticidade com uma dose de bom humor.